# Astronomie

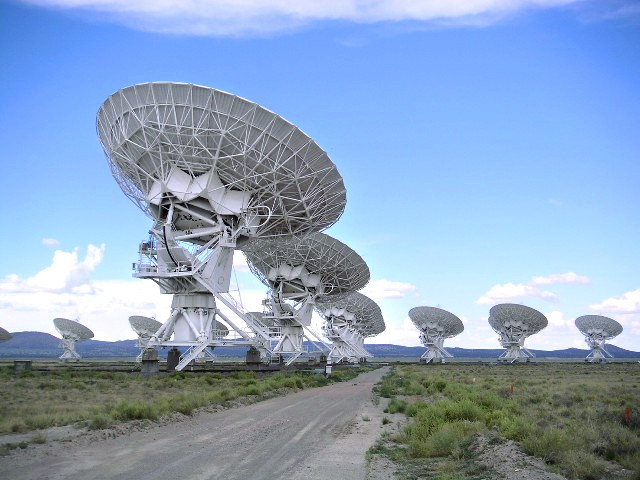
Mezi zařízení, která se používají k astronomickým pozorováním, patří i radioteleskopy.

Astronomie, řecky αστρονομία z άστρον (astron) hvězda a νόμος (nomos) zákon, česky též hvězdářství, je věda, která se zabývá jevy za hranicemi zemské atmosféry. Zvláště tedy výzkumem vesmírných těles, jejich soustav, různých dějů ve vesmíru i vesmírem jako celkem.

## Historie astronomie

### Antika
Astronomie se podobně jako další vědy začala rozvíjet ve starověku. Na území Babylonie však nebylo k popisu používáno již vynalezené geometrie (grafy). První se z astronomie rozvíjela astrometrie, zabývající se měřením poloh hvězd a planet na obloze. Tato oblast astronomie měla velký význam pro navigaci. Podstatnou částí astrometrie je sférická astronomie sloužící k popisu poloh objektů na nebeské sféře, zavádí souřadnice a popisuje významné křivky a body na nebeské sféře. Pojmy ze sférické astronomie se také používají při měření času.
Další oblastí astronomie, která se rozvinula, byla nebeská mechanika. Zabývá se pohybem těles v gravitačním poli, například planet ve sluneční soustavě. Základem nebeské mechaniky jsou práce Keplera a Newtona.
Aristotelés ve svém díle O nebi z roku 340 př. n. l. dokázal, že tvar Země musí být kulatý, jelikož stín Země na Měsíci je při zatmění vždy kulatý, což by při plochém tvaru Země nebylo možné. Řekové také zjistili, že pokud sledujeme Polárku z jižnějšího místa na Zemi, jeví se nám níže nad obzorem než pro pozorovatele ze severu, kterému se bude její poloha na obloze jevit výše. Aristotelés dále určil poloměr Země, který ale odhadl na dvojnásobek skutečného poloměru. V aristotelovském modelu Země stojí Měsíc se Sluncem a hvězdami krouží kolem ní, a to po kruhových drahách.
Myšlenky Aristotelovy rozvinul ve 2. století našeho letopočtu Klaudios Ptolemaios, který také stavěl Zemi do středu a další objekty nechal obíhat kolem ní ve sférách:
- první byla sféra Měsíce,
- dále sféry sluneční soustavy – Slunce a planet : Merkuru, Venuše, Marsu, Jupitera, Saturna a
- sféra stálic – hvězd, jež byly považovány za nehybné, jak to plyne z názvu, měly se pohybovat jen společně s oblohou. Tento model dostatečně vyhovoval polohám těles na obloze.

### Novověk
Roku 1514 navrhl Mikuláš Koperník nový model, ve kterém bylo ve středu soustavy Slunce a planety obíhaly kolem něj po kruhových drahách, setkal se ale s problémy při pozorováních, objekty se nenacházely na správných souřadnicích.
Roku 1609 zkonstruoval Galileo Galilei dalekohled, s jehož pomocí objevil čtyři měsíce obíhající kolem planety Jupiter, a tím dokázal Koperníkovu teorii o Slunci ve středu a planetách kroužících kolem.
Johannes Kepler zaměnil kruhové dráhy planet za eliptické, čímž bylo dosaženo souladu s pozorovanými polohami těles.
V roce 1687 vydal sir Isaac Newton knihu Philosophiae Naturalis Principia Mathematica o poloze těles v prostoru a čase a zákon obecné přitažlivosti, podle něhož jsou k sobě tělesa vázána gravitací, která závisí na hmotnosti těles a na jejich vzdálenosti. Z gravitačního zákona vychází eliptický pohyb planet.

### Nová doba
Roku 1929 studoval Edwin Hubble daleké galaxie, zjistil rudý posuv, který se zvětšuje se vzdáleností, to byl důkaz o rozpínání vesmíru. Fakt, že se od sebe objekty vzdalují, naznačuje, že někdy v minulosti byly objekty velmi blízko od sebe, tím se zrodily myšlenky o velkém třesku, místě a čase, kdy byl vesmír nekonečně malý a hustý.
V letech 1905–1915 napsal Albert Einstein teorii relativity – speciální, ve které zavedl konečnou rychlost světla a obecnou relativitu o gravitaci, čase a prostoru ve velkých rozměrech. Na začátku 20. století vznikla kvantová teorie o chování elementárních částic.

## Čínská astronomie

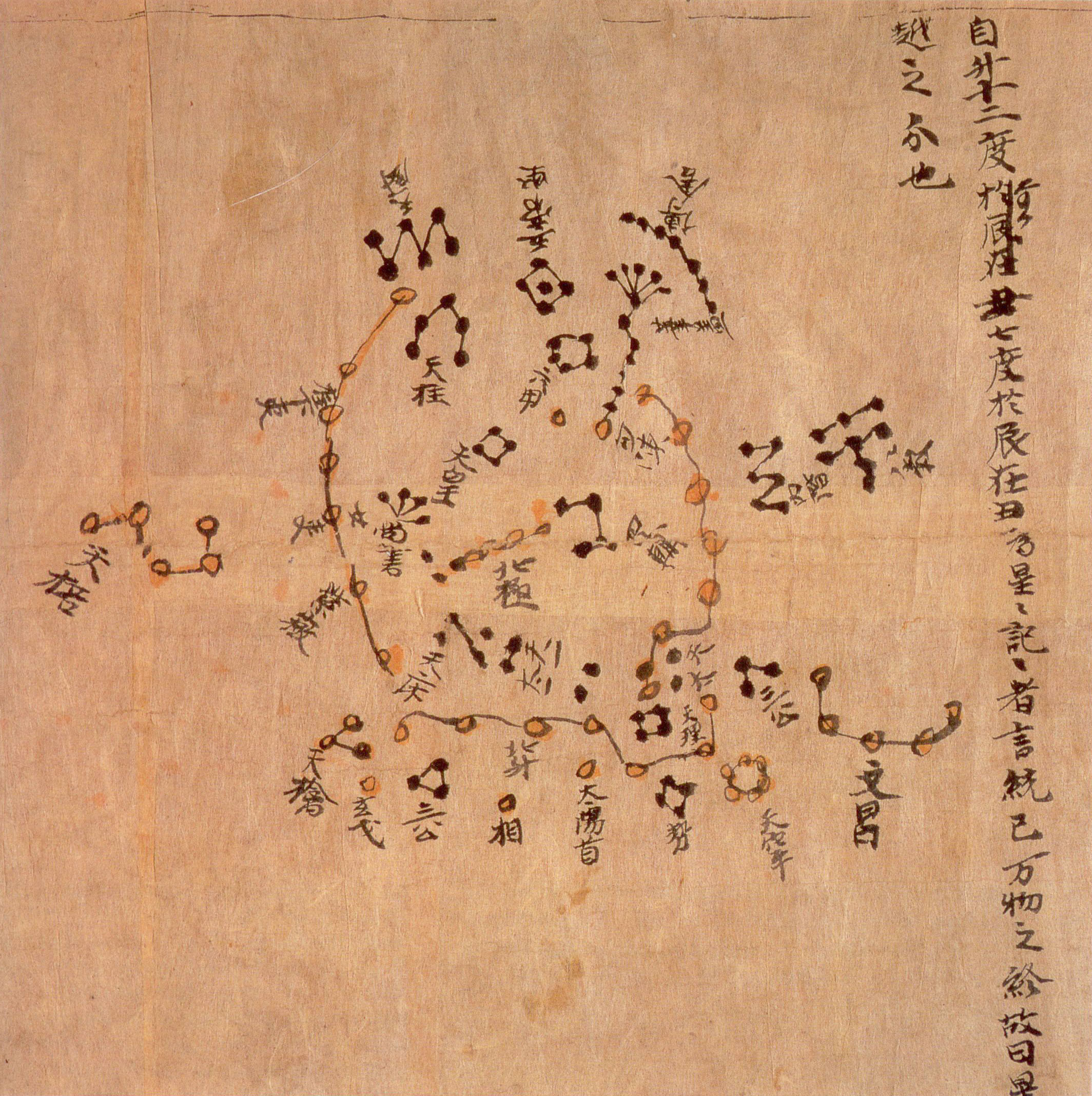
Tunchuangská hvězdná mapa z doby dynastie Tang – Oblast severního pólu. Patrně z doby císaře Džungzunga (705–710). Souhvězdí tří škol je odlišena barvami pro jednotlivé astronomy: bílou Wu-Šian (Wu Xian), černou Kan-Te(Gan De) a žlutou Ši-Šen (Shi Shen). Celkem mapy obsahovaly 1300 hvězd.

Čínská astronomie má velice dlouhou historii a dějepisci považují Číňany za „nejdůslednější a nejpřesnější pozorovatele nebeských jevů na světě před Araby.“ Jména hvězd později rozdělili do 28 kategorií („panství“, [říší]) v dobách dynastie Šang (Shang) v čínské době bronzové a zřejmě se zformovaly za vlády Wu-Tinga (Wu Ding) (1339–1281 př. n. l.).
Podrobné záznamy astrologických pozorování započaly v éře válek kolem 4. století př. n. l. a vzkvétaly dále od období dynastie Chan. Čínská astronomie byla rovníková soustředěná na podrobná pozorování hvězd z okolí pólu a byla založená na jiných principech než převládaly v západoevropské astronomii, kde východ a západ slunce zodiakálních souhvězdí tvořil základní ekliptický rámec.
Některé prvky indické astronomie se dostaly do Číny při expanzi buddhismu po dynastii Chan (25–220 n. l.), ale nejpodrobnější vtělení indické astronomie nastalo za dynastie Tchang (Tang, 618–907), kdy mnozí indičtí astronomové přesídlili do čínského hlavního města a čínští učenci, jako velký tantrický buddhistický mnich a matematik Ji-Šing (Yi Xing) propracoval její systém. Astronomie islámského středověku úzce spolupracovala se svými čínskými kolegy během dynastie Juan (Yuan) a po období poměrného ústupu za dynastie Ming astronomie ožila podněty západní kosmologie a techniky po vzniku jezuitských misií. Dalekohled byl zaveden v 17. století. V roce 1669 byla pekingská observatoř přestavěna pod vedením Ferdinanda Verbiesta. Dnešní Čína pokračuje v astronomických aktivitách s mnoha hvězdárnami a vlastním vesmírným programem.

## Části astronomie
Od novověku do současnosti se astronomie nesmírně rozšířila a vznikla celá řada nových oblastí výzkumu, které lze velmi zhruba rozdělit na pozorování a teorii, nebo podle objektu zájmu.

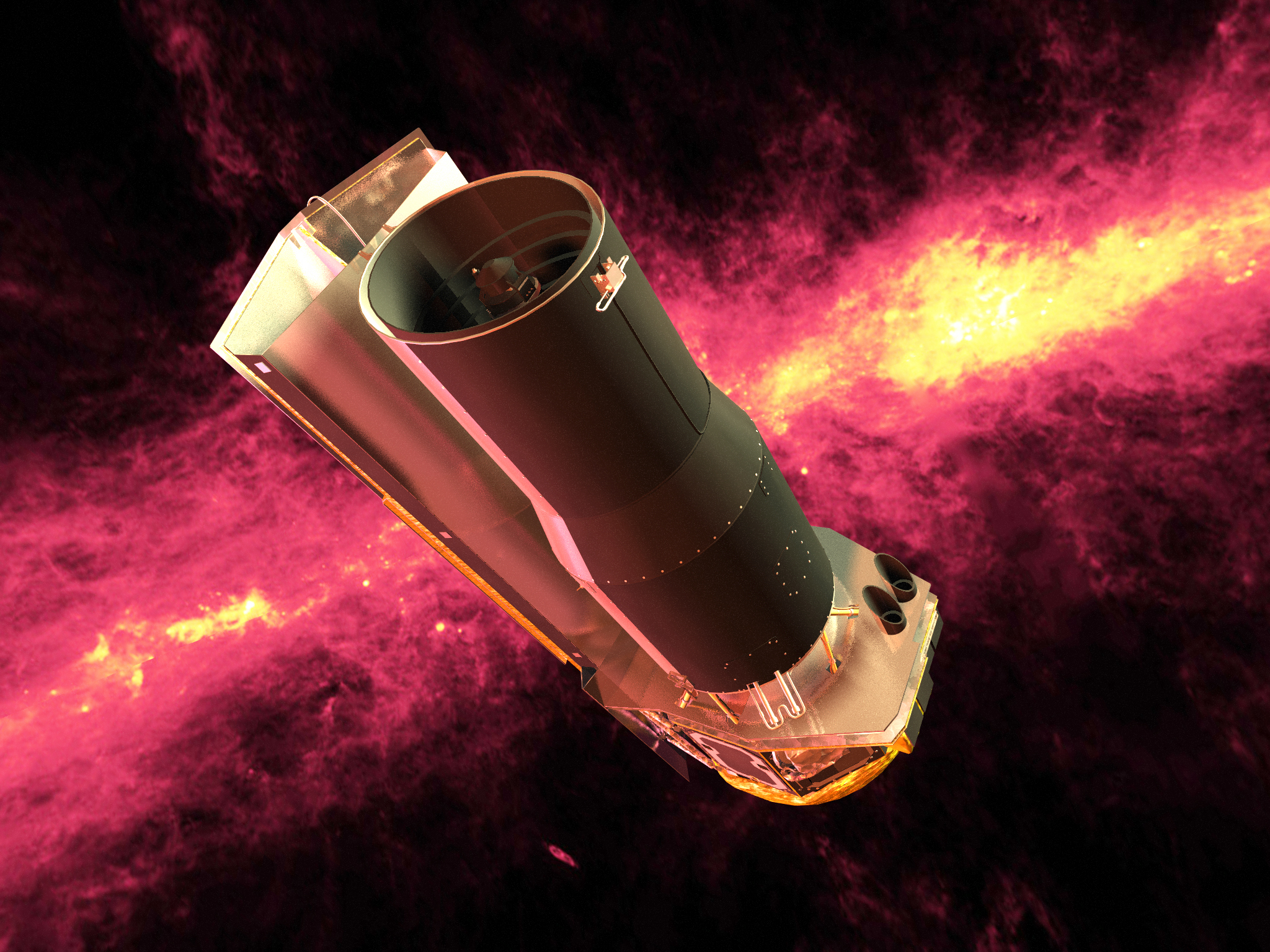
Spitzerův kosmický dalekohled (SST) provádí pozorování zejména v infračervené oblasti spektra.

### Astronomické pozorování
Astronom, česky hvězdář, se zabývá zkoumáním vesmíru. Kromě profesionálních astronomů se astronomii věnuje i řada astronomů amatérských.
Nejvýznamnějším zdrojem informací o vesmíru je elektromagnetické záření. Část jeho vlnových délek, vnímatelná očima, je světlo. Obory astronomického pozorování podle využívaných vlnových délek jsou
- gama astronomie
- rentgenová astronomie
- ultrafialová astronomie
- optická astronomie
- infračervená astronomie
- mikrovlnná astronomie
- radioastronomie

Nejstarší a nejdůležitější je optická astronomie, využívající světlo. Rozvoj dalších oborů souvisel s vývojem techniky. Například radioastronomie se začala rozvíjet ve 30. letech 20. století, kdy Karl Guthe Jansky při zkoumání zdrojů šumu rušících rádiové hovory objevil rádiové emise centra naší Galaxie. Atmosféra Země mnoho vlnových délek účinně pohlcuje, takže gama a rentgenové pozorování se mohlo konat jen pomocí stratosférických balónů a výrazný rozvoj se dostavil teprve s pokrokem kosmonautiky.
Ještě exotičtější je pozorování jiných částic než elektromagnetického záření.
- neutrinová astronomie pozoruje neutrina, teleskopy jsou v současnosti velké prostory hluboko pod zemí, zaplněné vodou nebo jiným pozorovacím médiem
- studium kosmického záření, vysokoenergetických částic mimozemského původu. Využívá metod jaderné fyziky (v kosmickém záření se vyskytují i částice s o mnoho řádů větší energií než jaká je dosažitelná na urychlovačích).

Hypotetická gravitační astronomie by měla pozorovat gravitační vlny. V současnosti jsou převažujícím způsobem detekce velké interferometry. První pozorování gravitačních vln proběhlo 14. září 2015 na americkém detektoru LIGO, i když nepřímé důkazy byly předloženy již dříve.

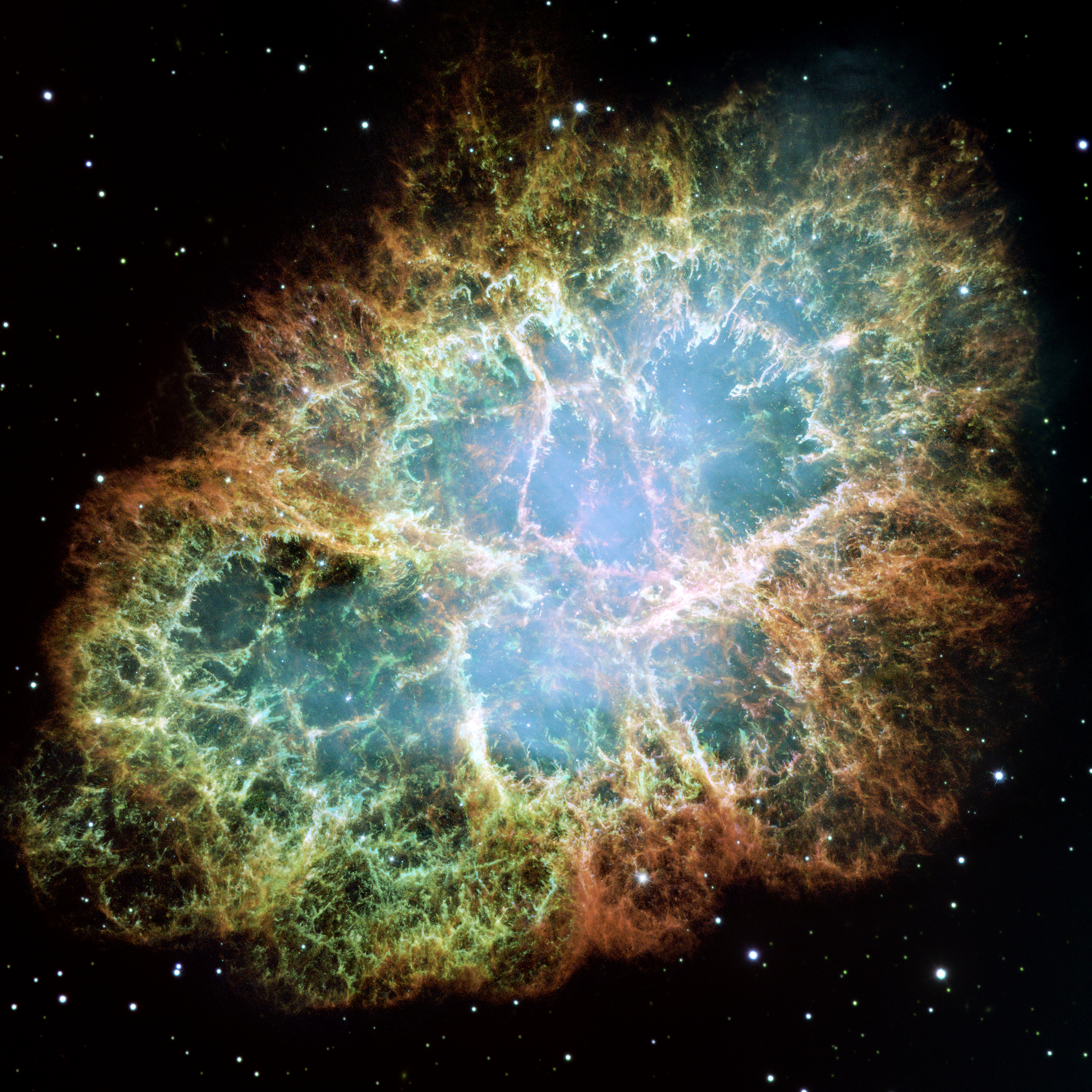
Složený obrázek Krabí mlhoviny pořízený Hubbleovým vesmírným dalekohledem.

### Astronomická teorie
Obecným teoretickým oborem je astrofyzika. Zabývá se fyzikou hvězd a mezihvězdné hmoty (hustotou, teplotou, chemickým složením atd.).
Kosmologie studuje vesmír jako celek a zvláště jeho vznik, současný a budoucí vývoj.
Astrobiologie se zabývá možnostmi existence života ve vesmíru.

### Astronomie podle objektu zájmu
- Hvězdná astronomie se zabývá hvězdami, včetně Slunce; výzkumem prostorového rozložení a zákonitostmi pohybů hvězd a hvězdných soustav.

Podle metody výzkumu se dělí na: 1. stelární statistiku, 2. stelární kinematiku, 3. stelární dynamiku
- Galaktická astronomie se zabývá zkoumáním struktury, součástí a vývoje galaxií – v prvé řadě naší Galaxie.
- Extragalaktická astronomie zkoumá objekty za hranicemi naší Galaxie.
- Planetární vědy zkoumají planety v naší sluneční soustavě. Řadí se do astronomie, ale jejich části mají často užší spojitost s odpovídajícími vědami o planetě Zemi (například geologie Marsu).
- Meteorická astronomie se zabývá studiem pohybu a dalšími vlastnostmi meteorů a meteoritů.

## Vztah astronomie k dalším vědám
Astronomie má nejužší vztah s fyzikou. Astronomická teorie je v podstatě fyzika astronomických systémů. Naopak astronomické systémy jsou pro velkou část fyzikální teorie nejdůležitější „laboratoří“, přirozeně především ve velkých prostorových a časových měřítkách se projevuje gravitace a testuje obecná teorie relativity. Ve vesmíru se vyskytují i extrémní podmínky, které nejsou zatím dosažitelné v laboratořích, například tlak, hustota, teplota, magnetické pole a další.
Významný vztah má astronomie i k religionistice.